# Ioan Dumitru Puchianu
Ioan Dumitru Puchianu (n. 10 septembrie 1962, com. Bran, județul Brașov) este un politician român, fost membru al Parlamentului României în legislatura 2004-2008. Ioan Dumitru Puchianu a fost ales ca deputat pe listele PD, a trecut la PDL odată cu transformarea PD și a devenit deputat independent din septembrie 2008. În cadrul activității sale parlamentare, Ioan Dumitru Puchianu a fost membru în grupurile parlamentare de prietenie cu Statul Kuwait, Republica Ecuador și Republica Costa Rica.  